# Oh, diese Bayern!
Oh, diese Bayern! ist ein 1959 gedrehtes, deutsches Filmlustspiel im Komödienstadel-Stil von Arnulf Schröder, dessen letzte Kinoinszenierung dies war, mit Ernst Barthels, Liesl Karlstadt, Jürgen von Alten und Rudolf Vogel in den Hauptrollen. Der Film wurde nach einer literarischen Vorlage von Ludwig Thoma gestaltet.

## Handlung
Bayern im Jahre 1902. Amtsdiener Johann Peter Neusigl soll nach 50-jähriger Dienstzeit den silbernen königlich-bayerischen Verdienstorden erhalten. Die ständig nörgelnde Gattin seines Vorgesetzten, Bezirksamtsmann Kranzeder, ist darüber empört, denn sie findet, dass ihr Mann längst vor ihm hätte ausgezeichnet werden müssen. Beide gönnen dem bescheidenen Untergebenen diese Auszeichnung nicht. Da Kranzeders Chef,  Regierungsdirektor Steinbeißl, diese Gelegenheit dafür nutzen will, sich und seine Behörde als volksnah und stets bemüht darzustellen, gibt er die Anweisung, dass Neusigls direkter Vorgesetzter Kranzeder, sehr zu dessen Verdruss, den kleinen Amtsdiener nebst Gattin und mehreren Vertretern der Gemeinde zu einem Essen einladen soll. Die Gäste trudeln ein, und die Speisen werden aufgetragen. Der Gastgeber und insbesondere dessen Frau sind ziemlich pikiert, welch „gewöhnliches“ Volk sie nun bewirten müssen. Derweil ist Direktor Steinbeißl mit dem Zug unterwegs, um dem Gelage bei Kranzeders beizuwohnen.
Im Laufe der Festlichkeit steigt der Alkoholpegel, und die Differenzen zwischen den Gästen werden unüberseh- und unüberhörbar. Der junge Gemeinderat Merkl verdrückt sich zwischenzeitlich in die Küche, um mit dem blonden Hausmädchen Anna zu poussieren. Am Esstisch fließt der Alkohol in Strömen, und die älteren Herrschaften fangen damit an, alte Kriegsgeschichten zu erzählen. Lehrer Heberlein beginnt im Übermut das Lied „Wer will unter die Soldaten“ zu schmettern. Bald stimmen die anderen ein. Kranzeder ist zunehmend genervt und versteht nicht, warum Regierungsdirektor Steinbeißl nicht kommt. Der ist mit seiner Kutsche, die ihn vom Bahnhof zu Kranzeder bringen soll, mit einem Automobil kollidiert und sitzt nun im Straßengraben, darauf wartend, dass seine Kutsche repariert wird.
Der Alkoholpegel steigt und steigt in der Zwischenzeit, und die Gäste werden immer enthemmter. Frau Kranzeder ist zunehmend pikiert, und auch ihr stets auf Formen und Contenance Wert legender Gatte ist mehr und mehr unangenehm berührt. Dann beginnen sich auch noch zwei Gäste, der bullige Guthofer und der schmächtige Merkl, zu prügeln. Nur das Eingreifen anderer Gäste kann das Schlimmste verhindern. Bei den Kranzeders macht sich Verzweiflung breit. Endlich kommt der Regierungsdirektor nach langem Warten im Ort an, transportiert von einem Ochsenkarren. Als er den Raum betritt, herrscht unter den Gästen die schönste Rauferei. Steinbeißl fragt nur fassungslos „Was ist denn das?“, was aber niemanden von der Prügelei fernhält. Indigniert, von einem Champagnerbad eingenässt, konstatiert der lang ersehnte Ehrengast konsterniert: „Ich sehe. Hier ist jede Liebesmüh’ vergebens!“ Am nächsten Morgen pflegen die Beteiligten ihre Wunden, werden volltrunken mit einem Wägelchen gezogen oder busseln, wie die beiden Hausmädchen mit zwei der Gäste, Merkl und dem Assessor, im Grünen miteinander. Herr und Frau Neusigl gehen zufrieden durch den Ort spazieren, auf Neusigls Revers prangt die silberne Verdienstmedaille.

## Produktionsnotizen
Oh, diese Bayern! entstand 1959 in Oberbayern, passierte am 31. August desselben Jahres die FSK und wurde, stark verspätet, erst am 11. August 1960 uraufgeführt.
Oskar Wintergerst übernahm die Produktionsleitung, Rudolf Remp gestaltete die Filmbauten.

## Kritiken
Im Lexikon des Internationalen Films steht: „Nach einem Bühnenstück von Ludwig Thoma, wobei der Film statt der Ironie die Gaudi pflegt.“
Auf wunschliste.de heißt es: „Dieser Film parodiert die altmodische, bayrische Seele mit Monokel, Schnauzer und Amtsschimmel.“